# Armlægning
 Der er for få eller ingen kildehenvisninger i denne artikel, hvilket er et problem. Du kan hjælpe ved at angive troværdige kilder til de påstande, som fremføres i artiklen.

Armlægning/armbrydning er en fysisk styrke-konkurrence mellem to personer. De to kombattanter sidder eller står over for hinanden med et bord imellem sig. Sporten er generelt stående, men der er indført en kategori hvor det er siddende til f.eks. kørestolsbrugere.
Derefter tager de med højre, eller venstre hånd fat om modstanderens højre hånd. Albuerne skal hele tiden være placeret på puden - det anses som en fejl, hvis albuen kommer væk fra puden. Den som kan presse modstanderens hånd ned til markøren har vundet.
Sporten har selvfølgelig fastlagte regler.
I 2025 deltager armbrydning for første gang i de Asiatiske De paralympiske lege.
I Danmark er sporten repræsenteret af Armbrydning Danmark, er anerkendt som kampsport, og hører under Danmarks Brydeforbund, og DIF. Armbrydning Danmark er underlagt Antidoping Danmark. Der er flere klubber for armbrydning i Danmark. De lokale klubber er har medlemskaber af de regionale idrætsforbund som SIKO , og er også medlem af DGI 
Der er andre organisationer i Danmark der repræsenterer armbrydning. Armbrydning Danmark, er dog den eneste der er godkendt af Dansk Idrætsforbund, og som er underlagt Antidoping Danmark. Armbrydning Danmark var repræsenteret ved DM ugen i Aalborg for første gang i 2023, var med igen i 24, og forventes at deltage fuldt ud, i DM ugen i Aalborg i 2025
Det andet forbund IFA er ikke godkendt ved Europæiske "national olympic committees", men er alligevel et stort forbund i Danmark. IFA holder deres egne DM i Danmark, som ikke er under Danmarks Idrætsforbund, og dermed ikke er det officielle Danmarksmesterskab.
Sporten afholder både Danmarksmesterskaber og lokale mesterskaber, samt diverse stævner. I 2023 blev DM afholdt i Hafniahallen i Valby.
Armbrydning kan dateres 4.000 år tilbage, og er mest kendt i USA. Her kendte man oprindeligt sporten som "Indian wrestling", da også de indfødte amerikanere udøvede sporten. Også i det gamle Egypten har man fundet spor efter armbrydning. De ældste dokumenter er dokumenter fra Japan, fra 700-tallet, som beskriver armbrydning ved et bord, som vi kender det i dag.

## Kendte udøvere
- Heidi Andersson
- John Brzenk
- Ron Bath
- Michael Selearis
- Travis Bagent
- Marcio Barboza